# Прапор Одеської області
Пра́пор Оде́ської о́бласті — символ Одеської області, затверджений 21 лютого 2002 року рішенням Одеської обласної ради.

## Опис
Прапор являє собою полотнище зі співвідношенням ширини до довжини 2:3 з вертикальним розташуванням рівновеликих смуг: жовтої, синьої та білої. У центрі на синій смузі вміщено герб області (без вінка).